# ジュブナイル (映画)
『ジュブナイル』（Juvenile）は、2000年7月15日公開の日本映画。

## 概要
少年少女たちが活躍するSF映画で、VFXが駆使されて話題になった。山崎貴の映画監督デビュー作でもある。
作中の未来から来たロボットであるテトラが、その愛くるしい動作と言動から女性からも人気を得て、大きなプロモーション効果を挙げた。また、公開前（公開中?）に『朝日新聞』の1ページを使いテトラのペーパークラフトが載った。また、『別冊コロコロコミック』で読みきりとして漫画化された。また、監督自ら執筆した小説版もメディアファクトリーより出版されている。
2000年7月イタリア・ジフォーニ映画祭子供映画部門でグランプリを受賞。ニフティ映画大賞（現・日本インターネット映画大賞）2000の日本映画部門映像効果賞を受賞した。
2024年11月22日から一週間限定で4Kデジタルリマスター版が全国上映された。

### 制作経緯
白組で日本の妖怪を題材とした映画『鵺/NUE』を企画していたが、制作費が30億円必要な規模の作品であったため頓挫し、これに代わる新人監督である山崎貴の腕試しとなる作品として本作品が立ち上げられた。
当初は制作費1億5000万円程度で6月ごろの公開を予定しており、撮影はオールロケでVFXを一箇所に集約するという小規模なものが想定されていた。しかし『鵺/NUE』から携わっていたROBOT社長阿部秀司の尽力により、制作費5億円で全国東宝系夏休み公開、香取慎吾の出演も取り付けるなど大規模な作品へと発展した。
本編終盤の2020年パートで登場する主人公の少年たちの大人になった姿を、将来的に2000年パートと同一のキャストで再撮影し「完全版」を制作する構想が2000年当時から存在していた。この構想は新型コロナウイルス感染症（COVID-19）流行の影響もあり実現しなかったが、代わりに2022年公開の映画『ゴーストブック おばけずかん』で、遠藤雄弥と鈴木杏が主人公の両親役として本作と同一の役名で友情出演し、テトラも劇中に登場している。

## あらすじ
2000年の夏休み。坂本祐介、木下岬、大野秀隆、松岡俊也の4人は、夏休みを利用して訪れていたキャンプ場で謎の光を目撃する。光の正体を追ってたどり着いた森の中で、彼らは謎の高性能自立型ロボット「テトラ」と出会う。テトラが「ユースケに会った」という言葉を発したこともあり、テトラはひとまず祐介の家に置くこととなる。テトラに乞われるまま4人は電子機器類の廃品を集め、それを材料にテトラは自分の体を改造し、二足歩行が可能となる。さらに、テトラが要求するインターネットへの接続を求めて近所の電器屋へと侵入したことで、4人は店主の天才物理学者・神崎の知己を得る。神崎の協力を得てテトラの正体を探りつつも夏休みを謳歌していたある日、テトラは4人の前から忽然と姿を消してしまう。
そのころ、地球上空には「生態系を完備した海」という注文を異星の住民から受けた宇宙の商人･ボイド人の巨大宇宙船団が飛来していた。彼らは船団から4隻の宇宙船を太平洋に降下させ、宇宙船を組み合わせて1辺6キロの巨大三角錐状構造物とした「シースナッチャー」を構築し、光学迷彩によって地球人の目から隠れて海の回収の準備を進めていた。
シースナッチャーに先んじて地球へと潜入していた「地球上陸・オーバーテクノロジー調査破壊班」のリーダーは、日本で初遭遇した人間である岬の従兄弟の範子の姿を模倣して地球の情報を収集していた。そしてオーバーテクノロジーの可能性が高いテトラを破壊するため、岬を人質に取った。パニックに陥る祐介たちの元に、姿を消していたテトラが戻ってきた。テトラはボイド人と戦うために戦闘用ロボット「ガンゲリオン」を作っていたのだ。祐介は岬を救うため、ガンゲリオンに乗り込み、テトラと共にボイド人と戦う決意をする。
オーバーテクノロジー調査破壊班が陣取った漁港へ辿り着いた祐介は、ボイド人からの奇襲攻撃をバリアで防ぐとそのまま反撃に転じるものの、優れた技術を持つボイド人相手に終始不利な戦闘を強いられる。だが、偶然とボイド人のミスが重なったことで太平洋上のシースナッチャーを崩壊へと追い込み、さらにテトラの機転により岬を奪い返すことに成功する。そしてシースナッチャー崩壊を受け、ボイド人達は地球からの即時撤退を決定する。だが、オーバーテクノロジー調査破壊班は出航までの時間的猶予が無い中、一度きりのチャンスに賭けて大気圏外から祐介への報復攻撃を行う。祐介を的確に狙った狙撃を直前に察知したテトラは、彼を庇う形で撃たれて機能を停止してしまう。そして、テトラから排出された記憶メディアが「2000TBディスク」という2000年には存在しない大容量製品であったことから、テトラを修理する技術はまだ存在しないことが判明する。失意の中、祐介はロボット工学を志し、自らの手でのテトラの修復を誓う。
時は流れ、2020年。祐介はロボット工学のエンジニアとなり、岬と結婚していた。ロボット工学を志す契機となったテトラは既に少年時代の思い出となり、「テトラを修復する」という誓いもいつしか思い出の一つと化していた。だがある日、テトラの記憶メディアに採用されていた「2000TBディスク」の製品発表資料をネット上に発見する。祐介は時代がテトラの技術に追いついたこと、そしてテトラと同型のペットロボット製品が発売されるであろうことに期待を寄せる。その一方で、テトラの修復を自分で成し遂げられなかったことに寂しさを感じてもいた。その時、神崎からタイムマシンの完成を知らせる連絡があり、さらにタイムマシンで過去に送り込むためにテトラを開発するよう依頼される。テトラの開発を手掛けるのが自分であったことに歓喜し、祐介は様々な技術的課題を乗り越えて、かつてキャンプ場で出会ったあのテトラを完成させる。
テトラを2000年へと送り込む日。祐介、岬、秀隆、俊也はタイムマシン施設で久しぶりの再会を果たす。そこに祐介は、かつて自分を庇ってボイド人に狙撃されたテトラを修復して持ち込んでいた。テトラとの再会を4人で果たそうと考えていたのだ。テトラのボディに記憶ディスクを挿入し、再起動を諦めかけるような長い時間が過ぎたとき、テトラは再起動する。テトラは狙撃された瞬間から20年の経過を認識しておらず、祐介の身を案じていた。そして祐介が大人になったことに驚くとともに、20年の経過を認識するのだった。
再会を喜びあった4人とテトラは、2000年へのテトラの転送に立ち会う。タイムマシンの起動が進む中、タイムマシン上の「新品のテトラ」は不安げに目を覗かせて祐介たちを眺めていた。それを見たテトラは、かつて自分が2000年に送り込まれる時、同じように祐介たちを眺めていたことを語る。「新品のテトラ」がタイムマシン上のワームホールへ突入し、2000年へ送り込まれる瞬間、祐介達の心は少年少女時代へと戻っていた。

## 登場人物
坂本 祐介（遠藤雄弥／20年後：吉岡秀隆）
本作の主人公。ロボットが好きな12歳の少年。岬に思いを寄せているが、気持ちを伝えられずにいる。
未来ではロボット開発会社「RNMX」に勤務（RNMXは2000年にテトラが機材を盗んだ会社。社長の際の三沢は寝ぼけてテトラにガンゲリオンの材料を提供した張本人である）。宇宙産業AIロボット開発事業のリーダーとなり、祐介のチームが開発した群集型AIロボットが国際宇宙ステーションの拡張工事に採用される。2017年、国際宇宙ステーションで岬と結婚する。
大野 秀隆（清水京太郎／20年後：川平慈英）
情報通。祐介の岬への好意をからかうような言動をしているが、自身も無自覚のまま岬に片想いしている。
松岡 俊也（YŪKI／20年後：高杉亘）
岬とは幼馴染であるため、他の二人と比較して岬と距離感が近い。ロン毛で茶髪。恐いもの知らずである。岬と祐介が仲が良くなっていくことに少し嫉妬している。
木下 岬（鈴木杏／20年後：緒川たまき）
3人のマドンナ的存在。勝ち気で男勝りな性格をしている。スポーツが得意であり、小学校の体育の授業ではバスケで男子チームと互角に戦ったこともある。
高校卒業後、友好的な宇宙人とのコンタクトを夢見て渡米し、NASAに就職。国際宇宙ステーション勤務となる。
テトラ（声：林原めぐみ）
祐介たちの前に現れた謎の小型ロボット。なぜか祐介や神崎のことを知っており、現代の知識・技術を集める。スペックに関しては下記を参照。
神崎 宗一郎（香取慎吾）
電気屋「神崎ラヂオ商会」店長。インターネットの一般家庭への普及が始まったばかりの2000年において、祐介たちの周囲では珍しくインターネット環境を保有していた。テトラが求めるインターネットへの接続を行うために祐介達が神崎の不在を狙って侵入していたところに鉢合わせたことで、彼らとの交流を持つようになる。非常に優れた頭脳を持ち、高校時代に特許をいくつか取得。さらにほとんどの大ヒットゲームのプログラミングに関わっている。しかし本業は重力物理学の研究者で、タイムマシンの研究をしている。2000年時点では遠く離れた場所に物体を瞬時に移動させる装置を開発済み。2002年6月、範子と結婚する。2020年にはタイムマシンの開発に成功している。
木下 範子（酒井美紀）
東京の大学に通う、岬の従姉妹。夏休み中に岬の家に居候している。神崎とは大学の研究室のゼミで面識があり、彼のことを密かに「ジニアス(Genius)」と呼んでいた。ジョギング中にボイド人に映像データを取り込まれ、姿を模倣される。
廃品置き場の管理人（桜金造）
祐介の父（高橋克実）
祐介の母（麻木久仁子）
駄菓子屋のおばさん（角替和枝）
三沢（松尾貴史）
電気屋店主（小形雄二）
男性研究員（田原洋）
船長（平賀雅臣）
副船長（黒木宣彦）
船員A（山根祐夫）
船員B（田鍋謙一郎）
高野田の父（小松和重）
高野田の母（海原ローラ）
高野田光春（水上潤）
カップルの女性（北林実季）
カップルの男性（谷畑聡）
若者1（鈴木祥二郎）
若者2（則友謙司）
女性研究員（林原めぐみ）
ボイド人（声＆リファレンスパフォーマー：武野功雄）
劇中ドラマ「怪盗ヤミー」の登場人物
怪盗ヤミー（松井哲哉）
少女（北浦実千枝）
少年探偵（安藤一平）
劇中映画「Attack From Outer Space」の登場人物
エージェントA（Jerald K Torgerson）
エージェントB（Adam Chrny）

## 用語解説

### ボイド人
くじら座タウ星第3惑星ボイド星が母星。宇宙の商人とも言われ、他の星の住民から注文を受けたものは何でも手に入れ、発注した星に引渡す。劇中に登場したボイド人たちは「大いなる前進」という名の企業に属している。今回発注を受けたのは「生態系が完備された海」。地球の海亀に酷似した生物から進化した種族で、名残として背中に小さな甲羅を持つ。そのため海亀の映像をテレビで目にした際には強い関心を示していた。背中には触手を4本持ち、そのうち2本は腕のように扱える。地球上で行動する際にはボイドスーツというパワードスーツを下半身にまとい、運動能力を高めている。一度聞いた音声は完璧にコピーできるため、語学力に非常に優れる。非常に高度な文明を持つ種族で、宇宙開発技術、遺伝子改造技術、映像技術、物理学、ロボット工学など、さまざまな面において地球人の上を行く。使用する機器類や乗り物は有機的なデザインをしており、とくに乗り物はみな惑星ボイドに棲息する生物を遺伝子改造して利用している。劇中には「オーバーテクノロジー調査破壊班」の3名が主に登場する。
マザーシップ
「大いなる前進社」が今回のミッションのために運営金をすべて投じて開発した超大型の母船。カタカナの「ト」を時計回りに90度回転させたような形状をしている。ボイド星に存在する巨大な甲殻類へ遺伝子改造を施し、高熱を加えられるとそれによって外皮の硬度が上昇するという宇宙航行に最適な素材へ作り変え、さらに巨大な宇宙船に改造することで建造された。船体中央付近の横に左右2つのドッキングベイを持ち、その付近から斜め下方向に伸びる船体の前後にドッキングベイ2つを持つ。船体は全長約15km。防御手段として何千隻もの護衛艦・戦闘宇宙船などを搭載しているほか、光学迷彩スクリーンを搭載している。地球圏到着後はプロジェクトの司令部として地球軌道上に停泊を続けていた。
サブシップ
マザーシップに3隻が付随する大型宇宙船。1番艦と2番艦はマザーシップの船体中央左右のドッキングベイ、3番艦は後部ドッキングベイに付随。外観はカブトガニに似ている。メインボディ両脇から3本ずつのタンク状の塔が垂直に立っている。「カブトガニの尻尾」に相当する部分が、シースナッチャーの「辺」を構成する。メインボディの直径は約2km。マザーシップと同じく多数の護衛艦・戦闘宇宙船などを搭載している。
ドーム艦
サブシップ1番艦〜3番艦と共に太平洋上でシースナッチャーを形成する。マザーシップの前部ドッキングベイに付随する。外観は名の通り丸いドーム型で、半径約1.7km。シースナッチャーの中核を成す艦であり、吸収された海水は全てこのドーム艦内部に収納される。
シースナッチャー
ボイド人たちが開発した海の回収装置。地球の海すべてを吸収できる。サブシップ1番艦〜3番艦とドーム艦で構成される。外見は三角錐で、中心部にドーム艦、周りに120度ずつ角度をあけてサブシップが寄り添っている。サブシップの「尻尾」が三角錐の頂点へと伸び、頂点にある円盤型宇宙船に寄りかかる形で三角錐の形を成している。底辺が1辺6kmあり、全高は約4km。ドーム艦上部から頂点の円盤型宇宙船には何らかの光線が発射されている。人類の目から姿を隠すために、太平洋に現れてから海回収の前日まで迷彩スクリーンをまとっていた。ただし、雷の影響で一瞬だけ姿が現れることがある。レーダーにも映らないが、魚群探知機には魚が居ない領域として輪郭だけが浮かび上がることがある。高度で複雑な内部機構をしている反面、内部からの衝撃などには脆い部分もある。
サンプル採取装置
手のひらサイズながら自身の体積の一千万倍以上もの物体を吸収できる装置。外観は正三角錐形状であり、装置の中心にはクリスタル状の装置がはめ込まれている。ボタンを押すことで起動し、一定時間経過後に物体の吸収/放出を行う。ボイド人にとってはどこにでもある「ありふれた装置」とされており、シースナッチャーはこの装置を単純に巨大化したもの。
劇中ではオーバーテクノロジー調査破壊班員のものが一度祐介達の手に渡り、意図せず小学校の25mプールの水を吸収させてしまう。
オーバーテクノロジー調査破壊班
「大いなる前進」社の一部署。劇中で確認できる限りでは3名が登場する。ボイド人は事前に目的の惑星の文化・技術水準を調査してから行動を開始するが、時としてその調査より遥かに進んだ兵器が突然出現することがあるため、本格的な作戦開始直前から再調査を開始し、オーバーテクノロジーを発見次第破壊することを目的に活動している。特にかつて戦闘を行ったランダ星人は時間を操作する技術を持ち、未来から次々と新兵器を送り込ませて抗戦、事前調査と相反する兵器群を前に撤退を余儀なくされた経験から、ボイド人は時間兵器について警戒心が強い。
シースナッチャーに先んじて地球へと降下しており、オーバーテクノロジーの可能性があるテトラの存在を察知して飯岡周辺に木下範子の姿で潜入していた。主に電器屋のテレビを通して日本語や地球の情報を学習していたため、語彙や知識は偏っている。作中ではニュースキャスターの喋り方を真似たり、ドラマや映画の台詞を引用して会話する様子が描かれた。また、古い宇宙人モノの映画の内容を真に受けて、乳酸菌を「対宇宙人用の生物兵器」と誤解している。
ボイドスカウター
オーバーテクノロジー調査破壊班の使用する、全長5m・全幅10mほどの戦闘宇宙船。単独での大気圏突入・離脱が可能である。ボイド星に見られる大型の蟹のような生物が改造元となっている。機体の左右に半透明の「腕」を備えており、この腕が自在アーム、バリアと迷彩スクリーンを兼ねている。腕の先端に武器になるマニピュレーター（クロー）と大気圏外から地上目標を狙撃可能なほどの大出力レーザー砲を備えるほか、本体上部に大型エネルギー砲1門と、頭部に牙2つを装備している。防御装置としてはバリアに加え、重力制御技術を利用した衝撃緩衝装置を装備している。通常時は4本足（2本足が折り曲がり4本足状態になっている）で全高が5mほどだが、変形すると頭部が前にせり出し、2本足へと変化して全高15mほどになる。脚部は非常に細く、重力制御によって地上での稼働を可能としている。

### テトラ
小型完全自律型AIロボット。2020年、祐介によって開発されて神崎の開発したタイムマシンで2000年のキャンプ場に転送される。当初は完全な球体だが、2000年に着いた時から祐介たちの持ち寄るジャンクなどを使い2本足歩行が可能になる。記憶デバイスは2000TBディスク。電源は水素電池で寿命は80年。2000年に転送される過程でワームホール内の強力な重力に耐え、確実に2000年へ到達できるように球形をしている。胸に「TETRA」の文字が刻印されているが、ワームホールのゼロポイントを通過する際に左右が反転して、「AЯTƎT」となっている。2020年の情報を不用意に2000年に持ち込まないよう、2020年やタイムマシンに関わる事項について発言できないようプロテクトがかけられている。コンピュータ機器に接続可能なケーブルを持ち、腕の先端から自由に出し入れできるようになっている。劇中では未使用だが、足裏にはジャンプ移動用のガス噴射ノズル、マニピュレーター部には溶接機や護身用の飛距離のあるスタンガンが装備されている。ボイドスカウターのレーザー砲を盾として受け止め切るほどの堅牢さを持つが、無傷とはいかず機能停止することとなる。

### 2000TBディスク
テトラの記憶デバイスとして使用されている記憶メディア。透明のケース内部にハードディスクドライブのような銀色の円盤が収まっている。SDカードほどのサイズで2000TBという大容量を持つ。2000年には本来存在しない大容量製品であり、劇中では2020年に汎用品として製品発表が行われている。

### ガンゲリオン
テトラに内蔵されているプレイステーション向けロボット対戦ゲームに登場する、プレイヤーが操作するロボット。このゲームは祐介にガンゲリオンの操縦の訓練をするためのもので、ボイドスカウターが敵として登場する。後にテトラは廃工場に残された産業ロボットアームなどの工作機械を用いて実物を1日で作り上げる。材料はテトラがRNMX社の研究所から寝ぼけた三沢から貰った大量のサーボモーター、電子機器、ロボットアーム、金属板など。頭部・腕部・脚部・質感など、テトラを戦闘形態にしたかのような意匠をもつ。ボイド人に人質として攫われた岬を救出するため、飯岡漁港でボイドスカウターと戦う。
武装はレールガン×1（実弾を発射するのではなく、威力を20倍にチャージ・発射可能なエネルギー弾砲だとされる）、バリア×1（電力を消費するため一度の戦闘で4回ほどしか使えない）。移動は基本的にホバー噴射で行い、短時間なら飛行が可能。地上では時速250km、飛行速度は時速800kmであり、ボイドスカウターに追いつくほどの上昇速度を持つ。高い戦闘力を持つが、ボイドスカウター相手では性能差、サイズの違い、技術や資源力の違いなどから不利な戦いを強いられた。全高4mほどの人間に似た胴体と、背中から後方に2メートルほど伸びた装甲コックピットを持つ。左右の肩から2本のV字型のアームが伸び、左はレールガン、右はバリア発生装置が取り付けられている。また、アーム基部には1基ずつ投光機を装備している。肩に2つ、背中に2つ浮上ノズルを装備しており、基本的に低空を滑空して移動するが、ブースターを噴かして大ジャンプや短時間の本格的な飛行も出来る（燃料・動力源は不明）。コックピットは外部と完全に遮断されているため、頭部を始めとした機体各所に搭載されたカメラから得られた情報をコックピット内部のモニターに表示することで視界を確保し、プレイステーションのコントローラーで操縦する。腕にあたるマニピュレーターはテトラのものと同様の形状で、小型ながら自重を支えるほど大きな出力を持ち、戦闘時におけるパンチなどに使用できる（劇中では未使用に終わったが、家庭用ゲーム機でのトレーニングではパンチが主力武器であり、コミックス版などでもパンチは披露されている）。逆関節状の脚部もボイドスカウター同様に小さく細いが、大ジャンプを行うなど出力は強力である。
ガンゲリオンという名称の由来は、『機動戦士ガンダム』と『新世紀エヴァンゲリオン』を組み合わせたもの。発想の原案は、『スターシップ・トゥルーパーズ』第一作に登場する予定だったが却下されたパワードスーツ。
完成版までは幾度かデザインの変更が試みられており、プロモーション映像では灯光器の個数がより多く、完成版のレールガンの代わりにガトリング砲、シールドの位置に詳細不明の武器または装備を搭載しているのが確認できる。
2020年で使用される企業ロボットには、ガンゲリオンの意匠が見られる。

### 物質転送装置
神崎が2000年に開発した装置。小型ワームホールを発生させ、物質を一瞬で別の地点へ転送する。起動中は激しく明滅する青白い閃光を放つ。転送先には受信装置が必要となる。ワームホールのゼロポイントを物質が通過する際に左右が反転するという欠点があり、生物はゼロポイント通過時に死亡する。神崎は後にこの装置を用いて宅配便業者を設立するが、この欠点を補うために一旦中央ステーションに転送させた後に宅配地区の中継ステーションの受信装置に転送し、反転させ直すという手段をとっている。
また、ボイド人の保有するものも作中では登場している。こちらの方は原理は不明。テーブルのような円盤と、それを90度ずつ角度をあけて取り囲む4つの小さな投光機のような装置で構成されている。物体が転送される際、円盤から緑色の光のチューブが立ち、その中を物体が浮遊し、複数の小さな光の塊に分解されて上昇していく、という描写がされている。

### タイムマシン
神崎が2020年に完成させたタイムマシン。幅・奥行き・高さともに60m程の巨大な空間に収まっている。多種多様な構造体で構成された複雑な外観だが、3本の巨大なタンク状の構造体が、先端を突き合わせるように120度の間隔で配置されているのが特徴的。ワームホールは3本のタンク状構造体に囲まれた中心部に発生する。ワームホール内部は非常に重力が大きく、その重力に耐えうる物体しか転送できない。物質転送装置と同じく、ワームホールは明滅する青白い閃光を放ち、転送される物体はワームホールのゼロポイントで左右が反転する。転送先の時代は自由に設定できず、ワームホールの状態等の各種条件による制限を受ける。

## スタッフ
- 製作：「ジュブナイル・プロジェクト」（フジテレビジョン、メディアファクトリー、小学館、IMAGICA、三井物産、ジェイアール東日本企画、白組、ROBOT）
- 企画：河村雄太郎、久保雅一、香山哲、高野力、高橋修、吉田紀之
- エグゼクティブプロデューサー：阿部秀司、島村達雄
- プロデューサー：波止康雄、沢辺伸政、樫野孝人、安藤親広
- Co.プロデューサー：堀部徹
- 音楽：清水靖晃
- 撮影：柴崎幸三
- 照明：上田なりゆき
- 美術：上條安里
- ポストプロダクションスーパーバイザー：百瀬慶一
- ダビングエンジニア：佐藤忠治
- 録音：宮内一男
- 編集：北澤良雄
- スクリプター：石山久美子
- 助監督：佐野智樹
- 制作担当：竹内勝一
- キャスティングディレクター：原田泉
- ラインプロデューサー：山際新平
- ステディカム：金子雪生
- 装飾：伊比和彦
- 衣裳：智加江
- 造形・特殊造形ユニット
  - テトラ造形・特殊造形：三木康次
  - メカニカルギミック：倉橋正幸
- 操演：藤本誠、藤城博司、濱田竜一
- アクション監督：松井哲哉
- スタント：KINGS JAPAN
- ビジュアルエフェクツ ユニット
  - 白組
    - テクニカルディレクター/デジタルコンポジター：渋谷紀世子
    - スペシャルプロップメーカー/ミニチュアメーカー：元内義則、佐々木利佳

  - Motor/liez
    - プロデューサー：傳田京子
    - ディレクター：佐藤敦紀

  - ROBOT
    - テクニカルディレクター：加藤雅章
- 劇中音楽：川嶋可能
- オーケストレーション：岩崎琢、由宇あおい
- タイトル・エンドロール：竹内秀樹
- ビジュアルエフェクツプロダクション：白組
- 制作プロダクション：ROBOT
- 監督・脚本・VFX・コンセプチュアルデザイン：山崎貴

## 主題歌
「JUVENILEのテーマ〜瞳の中のRAINBOW〜」、「アトムの子」
作詞・作曲・編曲・歌：山下達郎
2000年7月12日発売 MOON/WARNER MUSIC JAPAN WPCV-10033

## 小説版
監督自ら執筆のため、ストーリーや設定は映画とほぼ同じ。メディアファクトリー刊。
夏休みらしさを強調する新エピソードや、各登場人物の詳細な心理描写、詳細な背景説明、2000年～2020年の間の登場人物たちの動向などが加筆されている。また、監督の気に入らなかった場面、やり直したかった場面などに反省点を踏まえて大幅な修正が加えられており、監督は『ジュブナイル ver1.2』と称している。なお、ボイド人と名乗るシーンがカットされているため祐介らは宇宙人の名前を知らないはずなのだが、ガンゲリオンの光をみて「ボイド人…？」と発言し、なぜか名前を知ってしまっているミスがある。

## 漫画版
作者は馬場民雄。基本的なストーリーは原作に即しているが、細部のストーリー展開、キャラクター設定などは大きく異なり、相違点が多い。小学館刊。
共通点
- テトラが2000年に来た目的と発見地点
- ボイド人たちの能力、宇宙船のスペック
- ボイド人が海を狙っているということ
- 祐介と岬が2020年において結婚していること
- 祐介が2020年にテトラの開発と修復を成し遂げ、新品のほうを2000年へタイムマシンで送り込むこと

相違点
- テトラを見つけたのは祐介1人のみ
- 岬は転校生であり、俊也と幼馴染関係にない
- シースナッチャーの出現がテトラの出現より早く、さらに光学迷彩が施されていないため各種メディアで「太平洋上の謎の大ピラミッド」として大きく取り上げられている[注釈 3]
- 祐介の家はレストランでなく、普通の家庭
- 木下範子が登場せず、ボイド人は岬に擬態する
- 神崎は物理学者と電気屋の兼業ではなく、物理学者と廃品置場の管理人の兼業
- ガンゲリオンはテトラに内蔵されているゲームのロボットでなく、ロボット対戦ゲーム『ラストレジェンド』[注釈 4]のロボットと設定されている
- 神崎から祐介にタイムマシン完成の報告とテトラ開発の依頼がされるシーンを始めとして、2000年～2020年の間のエピソードは軒並み削除されている
- ガンゲリオンは神崎の廃品置場のジャンクを使って作られたという設定に変更されたほか、武装が左右ともにレールガンとなったためバリアは装備していない
- ボイド人が海を狙う理由が変更され、「宇宙旅行で不足した水資源の補給のため」となっている
- オーバーテクノロジー調査破壊班のボイド人が1人のみとなっている
- 2020年時点で岬が一児の母となっている
- マザーシップに帰還出来た上陸部隊はオーバーテクノロジー調査破壊班のみ（シースナッチャーは映画と異なりすぐに崩壊したため、脱出したボイド人はいない）
- マザーシップの進行方向が前後逆になっている

その他に、ガンゲリオンがコマごとに形が違うというミスがある。

## 関連商品
ジュブナイルオリジナル サウンドトラック
作曲：清水靖晃
24曲収録。限定発売だったため、現在は入手が難しい。
ザ・メイキング・オブ・ジュブナイル
メディアファクトリー刊

## 類似作品
- アース・トゥ・エコー（原題：Earth to Echo） - 2014年のアメリカのSFジュブナイル映画。